# 烧梅
重油烧梅，也就是武汉的烧麦，讲究重油里面放肉丁、香菇、笋、和黑胡椒。

## 历史
烧梅，小吃，在中国各地都有，只是各地的叫法不同，譬如山西叫梢梅，湖北叫烧梅，江浙一带叫烧卖等。 比其他地区的烧卖，武汉烧梅的个头更大，更软，以重油、胡椒味为特色，基本材料为糯米、肉丁、香菇等。由于黑胡椒的量较大，味道有些许辣。武汉天气炎热，过于油腻易伤脾胃，所以一般不会放太多肥肉。烧梅的得名据说是因为皮是用走槌擀出梅花边，蒸出来如同一朵朵绽放的梅花，而烧麦则是因为上面不开口，褶子很像麦穗花一般，所以得名烧麦。

## 材料

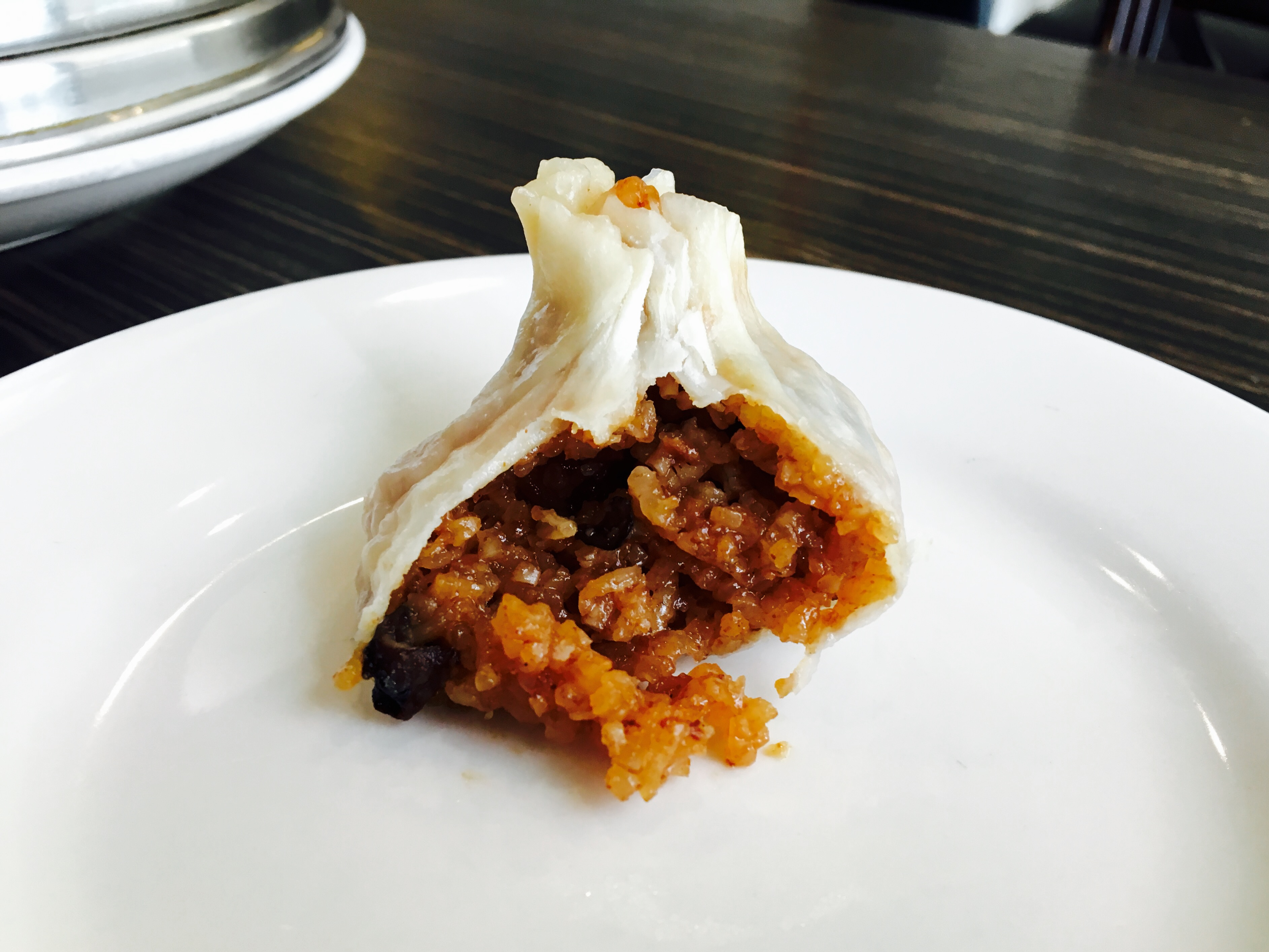
一颗烧梅的黑胡椒糯米馅料

### 麵皮
面粉，盐，清水

### 馅料
糯米，猪肉，酱油，胡椒粉，盐，味精，葱花，猪油等

## 製法

### 传统做法
将面粉放入精盐、清水拌和揉搓，揉至面团柔软有韧劲。 揉好的面团略揉后搓成直径约1.7厘米的圆条，揪成每个重约10克的面团，撒上干面粉，擀成荷叶形即为烧梅的面皮。糯米淘洗后用清水洗净，捞出沥水，入笼用旺火沸水蒸至半熟，洒一次冷水，继续蒸熟出笼晾凉。猪肉洗净，切成如黄豆大的丁。炒锅置旺火上，加熟猪油100克烧热，放入熟猪肉丁煸炒，煸至肉出油时，加入酱油和盐炒至断生入味，起锅晾凉。糯米和猪肉一起装入盆内，放入熟猪油、葱花、味精、精盐、胡椒粉等调料拌匀入味。每张面皮包入大约35克馅料，捏成烧卖形状，于蒸锅中蒸熟即成。